# São Domingos (Paraíba)
São Domingos is een gemeente in de Braziliaanse deelstaat Paraíba. De gemeente telt 2.822 inwoners (schatting 2009).

## Geografie
De gemeente grenst aan Aparecida, São José da Lagoa Tapada en Pombal.